# Politický systém Slovinska
Slovinsko je unitární demokratická, právní a sociální republika.  Slovinská ústava kombinuje přímou a zastupitelskou demokracii. Zdrojem moci je lid, který svou moc vykonává bezprostředně a ve volbách na základě dělby moci na exekutivu, legislativu a moc soudní.

## Ústava
První ústava tehdy ještě socialistického Slovinska byla přijata v roce 1963 (10/63 UL SRS), v roce 1974 byla v důsledku přijetí nové federální ústavy přijata i nová republiková ústava (6/74 UL SRS). Tato ústava pak byla v letech 1988 až 1990 doplněna řadou ústavních dodatků. Významným dokumentem byla ústavní listina o samostatnosti a nezávislosti Republiky Slovinsko z roku 1991, kterou Slovinsko vyjádřilo vůli nesetrvat v jugoslávské federaci.
V červnu 1990 se slovinský parlament usnesl na nutnosti přijetí nové ústavy, což se stalo 23. prosince 1991. Slovinská ústava má deset hlav a 174 článků. Slovinská ústava začíná prohlášením, které definuje východiska ústavy. První hlava – Obecná ustanovení (Splošne določbe) – klasifikuje Slovinsko jako demokratickou, právní a sociální republiku, ve které moc pochází z lidu. Hlava první pak dále upravuje územní jednotu a nedělitelnost, akcentuje lidská práva a svobody, prohlašuje oddělení státu od církve, upravuje státní symboly (vlajku, znak a hymnu), hlavní město a úřední jazyky. Do hlavy první byla později zapracována i obecná úprava přechodu práv na mezinárodní organizaci, což bylo učiněno v souvislosti se vstupem Slovinska do EU. Hlava druhá – Lidská práva a svobody (Človekove pravice in temeljne svoboščine) – obsahuje katalog základních práv a svobod (rovnost před zákonem, nedotknutelnost lidského života, zákaz mučení, ochrana osobní svobody, uvalení a trvání vazby, ochrana osobních a osobnostních práv, právo na soudní ochranu, právo na opravné prostředky, presumpce neviny, záruky zákonného procesu, právo na soukromé vlastnictví aj. ). Zvláštní úprava je věnována právům italské a maďarské národnostní skupiny a Romům. Hlava třetí – Hospodářské a sociální poměry (Gospodarska in socialna razmerja) – upravuje zejména ochranu práce, vlastnictví, vyvlastnění a svobodu odborů. Nejrozsáhlejší je hlava čtvrtá – Státní zřízení (Državna ureditev) – upravující Státní shromáždění, Státní radu, prezidenta, vládu, správu, obranu státu, soudnictví, státní zastupitelství, právní zastoupení a notářství. Hlava pátá – Samospráva (Samouprava) – upravuje samosprávu v obcích, jiných místních společenstvích a v oblasti společenských aktivit. Hlava šestá – Veřejné finance (Javne finance) – upravuje financování státní státu a samosprávy, daně, státní rozpočet a Účetní dvůr RS a Centrální banku. Hlava sedmá řeší Ústavnost a zákonnost (Ustavnost in zakonitost). Hlava osmá Ústavní soud (Ustavno sodišče) a hlava devátá upravuje Řízení o změně ústavy (Postopek za spremembo ustave). Poslední desátá hlava upravuje Přechodná a závěrečná ustanovení (Prehodne in končne določbe).

## Moc zákonodárná
Nositeli zákonodárné moci ve Slovinsku jsou lid a parlament. Samotná ústava však konstrukci parlamentu nevytváří, ale hovoří samostatně o Státním shromáždění (Državni zbor) a Státní radě (Državni svet). Z pohledu teorie ústavního práva je však slovinským parlamentem výhradně jeho dolní komora. Podoba slovinského „parlamentu“ je výsledkem diskusí z počátku devadesátých let dvacátého století, kdy byla zvažována i možnost jednokomorového parlamentu.
Lze vysledovat, že se ve vztahu k oběma komorám nepoužívá adjektivum státní, ale národní. Volné nahrazování pojmů ale není vhodné, neboť i samotná slovinská ústava akcentuje občanský princip.
Státní shromáždění (či Státní sbor), dolní komora parlamentu, je voleno na čtyřleté období a je dle ústavy centrem politické moci ve Slovinsku. Státní shromáždění má devadesát členů, z nichž osmdesát osm kandiduje individuálně v 88 nominačních jednotkách a zbývající dva zastupují národnostní menšiny (Italy a Maďary). Shromáždění bylo ustaveno v roce 1992.
Státní rada, horní komora parlamentu, reprezentuje sociální, hospodářské, profesionální a místní zájmy. Má čtyřicet členů volených na pět let. Volba probíhá odděleně pro každou skupinu. Státní rada má možnost i korespondenční schůze, kdy předseda telefonicky nebo jinou cestou zjistí názor radů na řešenou problematiku. Státní rada má vůči Státnímu shromáždění právo veta, které ale bývá ve většině případů přehlasováno. Z hlediska politologie je státní rada subjektem reprezentujícím korporativní a regionální zájmy.
Do účinnosti ústavy z roku 1991 měl slovinský parlament – v duchu tradice jugoslávského samosprávného socialismu – tři komory: Sociálně-politickou komoru (Družbenopolitični zbor), do které se volilo klasickým způsobem, Komoru občin (Zbor občin), která reprezentovala územní členění Slovinska, a Komoru odborů (Zbor druženega dela), do které nepřímo volili příslušníci odborů a různých profesních svazů.

## Moc výkonná

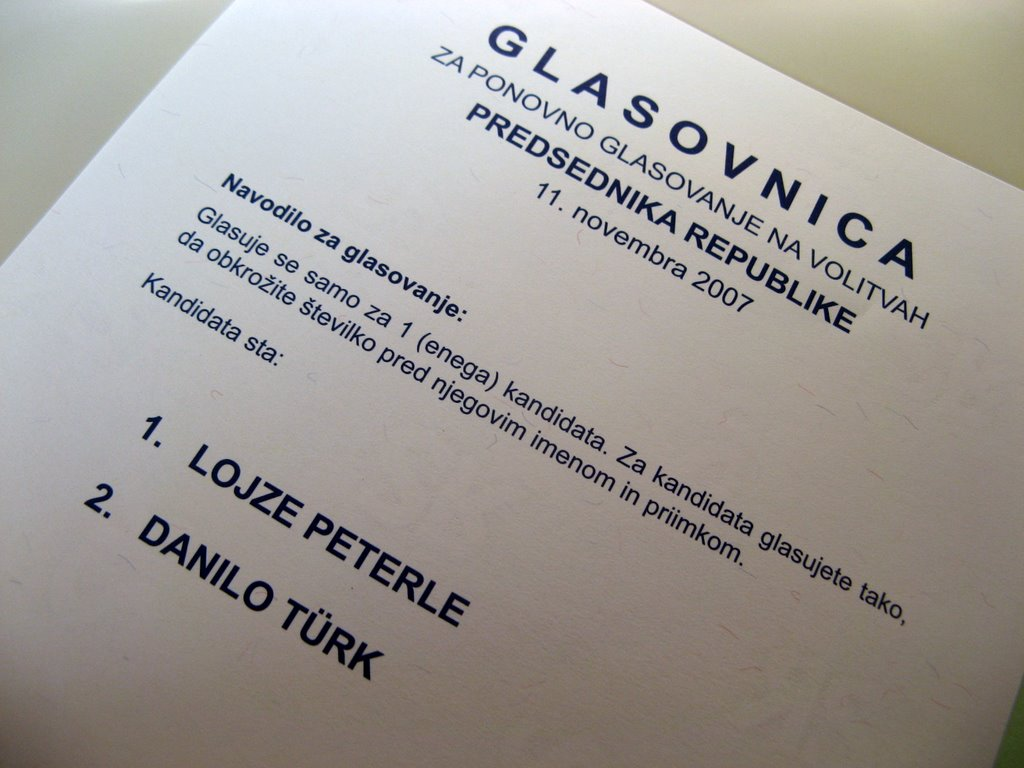
Volební lístek z druhého kola prezidentských voleb, 2007

Prezident Republiky Slovinsko je nejvyšším představitelem slovinské exekutivy. Je volen na pět let v přímých, tajných a všeobecných volbách. Do roku 1992 stála v čele Slovinska kolektivní hlava státu, Předsednictvo, v čele s předsedou. Relativně úzké vymezení pravomocí prezidenta odráží vztah parlamentu k prvnímu slovinskému prezidentu Milanu Kučanovi. Pokud se funkce prezidenta uvolní a nový prezident nebyl zvolen nebo není úřadující prezident způsobilý výkonu funkce, zastupuje přechodně prezidenta předseda Státního shromáždění. Pokud prezident poruší ústavu, anebo hrubým způsobem zákon, může jej Státní shromáždění obžalovat před Ústavním soudem, který může dvěma třetinami hlasů prezidenta zbavit úřadu.
Vláda Republiky Slovinsko se skládá z předsedy a ministrů. Předseda je ustavován volbou, ministři jmenováním. Předseda vlády je v první fázi navržen prezidentem republiky po poradách s politickými kluby Státnímu shromáždění. Pokud v tajné volbě není předseda vlády zvolen, může prezident opět navrhnout kandidáta (i stejného), ovšem kandidáty v této chvíli mohou navrhnout i parlamentní skupiny nebo seskupení deseti poslanců. Je-li více kandidátů, hlasuje se nejprve o kandidátovi prezidenta republiky a není-li tento zvolen, pak o kandidátech ostatních. Jestliže nebyl žádný z kandidátů zvolen, rozpustí prezident Státní shromáždění a vypíše nové volby, pokud do čtyřiceti osmi hodin Shromáždění nerozhodlo o nové volbě premiéra, kdy pro zvolení stačí většina počítaná z přítomných poslanců. O kandidátech se hlasuje podle pořadí určeného počtem hlasů z předchozích voleb, kandidát prezidenta má přednost. Není-li ani při této volbě zvolen premiér, rozpustí prezident Shromáždění a vypíše nové volby. Samotné ministry jmenuje a odvolává Státní shromáždění na návrh předsedy vlády. Nedůvěra může být vyjádřena pouze konstruktivně, tj. že většina všech poslanců zvolí zároveň nového premiéra. Pokud vládě není vyslovena důvěra, musí Státní shromáždění do třiceti dnů zvolit nového předsedu vlády nebo vyslovit důvěru původnímu. Obžalobu pro porušení ústavy nebo zákonů při výkonu úřadu může proti premiérovi nebo ministrovi předložit Státní shromáždění Ústavnímu soudu.

## Moc soudní
Soustava obecných soudů je tvořena 44 okresními soudy (okrajna sodišča), které jsou podřazeny pod jeden z jedenácti krajských soudů (okrožna sodišča), které jsou rozděleny mezi čtyři vrchní soudy (Višja sodišča). Na vrcholu soustavy se nachází Nejvyšší soud Republiky Slovinsko (Vrhovno sodišče).
Na úrovni vrchních soudů existuje ještě Správní soud (Upravno sodišče) a Vrchní pracovní a sociální soud (Višje delovno in socialno sodišče), pod který patří tři pracovní soudy a jeden pracovní a sociální soud.
Ve Slovinsku existuje Ústavní soud. Výjimečné soudy a v době míru vojenské soudy se z dikce ústavy nevytvářejí.
Podle ústavy jsou soudci slovinských soudů vázáni ústavou a zákonem.

## Volby
V kontextu voleb a hlasování lze ve Slovinsku hovořit o volbách prezidenta republiky, volbách do Státního shromáždění a Státní rady, volbách do Evropského parlamentu, místních volbách a konečně i o referendech, kterých se zatím uskutečnilo šestnáct (sedmnáct celostátních a dvě místní).

## Stranický systém
Odborná literatura v případě vývoje slovinského stranického systému hovoří o několika fázích (do 1945, do 1986, do 1991, od 1992). První fáze vývoje slovinského stranického systému v období od devadesátých let devatenáctého století do čtyřicátých let dvacátého století byla ve znamení rozvoje občanské společnosti a vytváření prvních politických stran. V důsledku politického vývoje byla na sklonku tohoto období faktická legální politická činnost znemožněna. Od konce druhé světové války až do roku 1986 existovala jedna politická strana – Svaz komunistů Slovinska, organizačně začleněná do Svazu komunistů Jugoslávie. Vedle strany existovala soustava společensko-politických organizací. V letech 1986 až 1991 došlo k přechodu k pluralitnímu stranickému systému. Od roku 1992 funguje současný stranický systém. Relevantní politické strany současné politické scény jsou zejména Sociální demokraté (Socialni demokrati – SD), Slovinská demokratická strana (Slovenska demokratska stranka – SDS), ZARES – Nová politika (Zares – Nova politika), Demokratická strana důchodců Slovinska (Demokratična stranka upokojencev Slovenije – DeSUS), Slovinská národní strana (Slovenska nacionalna stranka – SNS), Slovinská lidová strana (Slovenska ljudska stranka – SLS) a Liberální demokracie Slovinska (Liberalna demokracija Slovenije – LDS).

## Mezinárodní vztahy

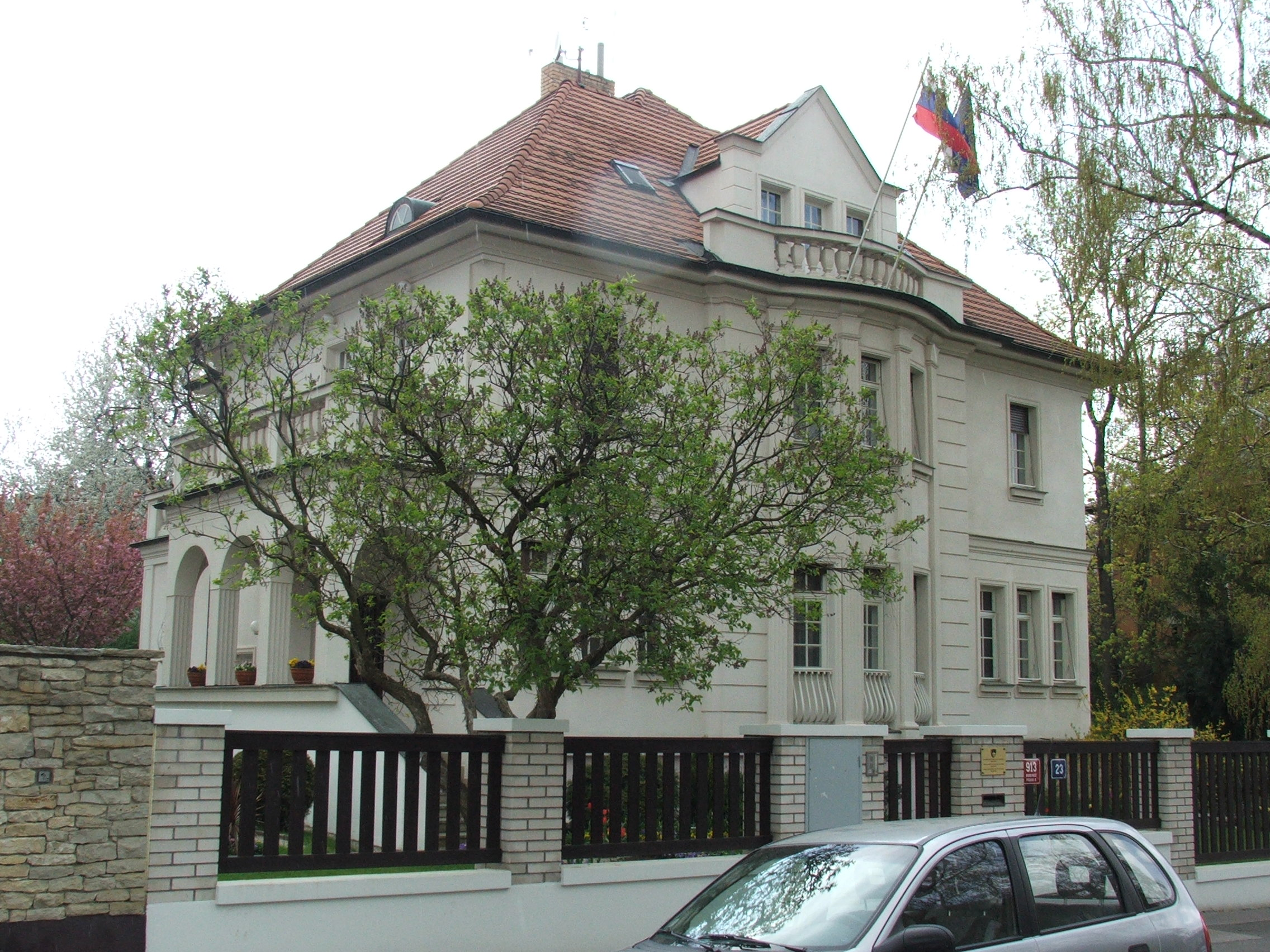
Rezidence Velvyslanectví Slovinska v Praze

Slovinsko se stalo samostatným svrchovaným státem 25. června 1991, 26. června 1991 bylo Slovinsko uznáno Chorvatskem. 7. července 1991 byla Brionskou deklarací účinnost aktů z 25. června 1991 na tři měsíce přerušena. V říjnu 1991 potvrdilo Slovinsko svou vůli opustit Jugoslávii. Následně ho uznaly některé bývalé státy SSSR, 19. prosince 1991 bylo Slovinsko uznáno Islandem, Švédskem a Spolkovou republikou Německo. Vatikán Slovinsko uznal 13. ledna 1992, San Marino 14. ledna 1992 a Evropská společenství pak 15. ledna 1992. ČSFR uznala Slovinsko společně s Chorvatskem 16. ledna 1992. Spojené státy americké uznaly Slovinsko 7. dubna 1992.
Slovinsko je od 28. března 2004 členem NATO, od 1. května 2004 členem Evropské unie, od 1. ledna 2007 členem Evropské měnové unie, od června 2010 pak i OECD.
Mimořádnou a zplnomocněnou velvyslankyní Republiky Slovinsko v České republice je od února 2011 Smiljana Knez.